# Coccothrinax torrida
Coccothrinax torrida là loài thực vật có hoa thuộc họ Arecaceae. Loài này được Morici & Verdecia mô tả khoa học đầu tiên năm 2006.